# عمر روزاس
عمر روزاس (بالإسبانية: Omar Rosas)‏ هو لاعب كرة قدم مكسيكي، ولد في 6 أغسطس 1993.